# جو كولمان (لاعب كرة قاعدة)
جو كولمان (بالإنجليزية: Joe Coleman)‏ هو لاعب كرة قاعدة أمريكي، ولد في 30 يوليو 1922 في ميدفورد في الولايات المتحدة، وتوفي في 9 أبريل 1997 في فورت مايرز في الولايات المتحدة.

## وصلات خارجية
- جو كولمان على موقع دوري كرة القاعدة الرئيسي (الإنجليزية)
- جو كولمان على موقعبيزبول رفرنس.كوم (الدوري الرئيسي) (الإنجليزية)
- جو كولمان على موقعبيزبول رفرنس.كوم (الدوري الثانوي) (الإنجليزية)
- جو كولمان على موقع إي إس بي إن.كوم (أم.أل.بي) (الإنجليزية)
- جو كولمان على موقع مشجعي الرسوم البيانية (الإنجليزية)